# Marcos Mejía
Marcos Mejía (Esmeraldas, Ecuador; 26 de junio de 1998) es un futbolista ecuatoriano. Juega de delantero o extremo y su equipo actual es Orense Sporting Club de la Serie A de Ecuador.

## Trayectoria

### Inicios
Empezó su carrera futbolística en las formativas de Liga de Loja y Liga de Portoviejo. Es con el equipo lojano que tuvo su debut en la Primera Categoría A del fútbol ecuatoriano, fue el 29 de marzo de 2015 ante Liga Deportiva Universitaria por la fecha 10 de la Primera etapa, el partido se jugó en el estadio Rodrigo Paz Delgado de Quito, el marcador final fue victoria alba por 2-1.

### Colón
Luego fue fichado por el recién ascendido a la Serie B, Colón Fútbol Club de Manabí y a su vez fue cedido a préstamo al Pachuca II de la Primera División de México hasta diciembre de 2017.

### Galácticos
Para 2018 llega a préstamo al Galácticos Fútbol Club para disputar la Segunda Categoría de Manabí, con el club manabita no pasó de la etapa provincial. En la temporada 2019 fichó por el América de Ambato, también de Segunda Categoría y pasó a préstamo al Técnico Universitario de la Serie A de Ecuador.

### Técnico Universitario
Con el rodillo rojo jugó 11 partidos en 2019, luego en 2020 fue cedido a préstamo al Chacaritas Fútbol Club de la Serie B. Para 2021 regresó a Técnico Universitario y tuvo su estreno en las redes en Serie A de Ecuador, fue el 5 de abril de 2021 en la victoria 3-0 ante Guayaquil City. Al final de la temporada marcó 6 goles en total, uno de los más destacados fue el que convirtió en la victoria 1-0 frente al Emelec.

### Aucas
En diciembre de 2021 fue anunciado como refuerzo de Sociedad Deportiva Aucas. Con el equipo oriental logró el título de campeón de la Serie A de Ecuador, siendo el primer campeonato en la historia de Aucas.

## Estadísticas

### Clubes
Actualizado al último partido disputado el 2 de agosto de 2025.
| Club                  | País          | Año           | Partidos | Goles |
| --------------------- | ------------- | ------------- | -------- | ----- |
| Liga de Loja          | Ecuador       | 2015          | 4        | 0     |
| Liga de Portoviejo    | Ecuador       | 2016          | 3        | 1     |
| Colón F. C.           | Ecuador       | 2017          | 0        | 0     |
| Pachuca II            | México        | 2017          | 0        | 0     |
| Galácticos F. C.      | Ecuador       | 2018          | 10       | 5     |
| América de Ambato     | Ecuador       | 2019          | 0        | 0     |
| Técnico Universitario | Ecuador       | 2019          | 16       | 1     |
| Chacaritas F. C.      | Ecuador       | 2020          | 18       | 2     |
| Técnico Universitario | Ecuador       | 2021          | 26       | 6     |
| S. D. Aucas           | Ecuador       | 2022-2023     | 17       | 0     |
| Mushuc Runa           | Ecuador       | 2023          | 4        | 0     |
| Delfín S. C.          | Ecuador       | 2024          | 28       | 5     |
| Orense S. C.          | Ecuador       | 2025-act.     | 17       | 0     |
| Total carrera         | Total carrera | Total carrera | 143      | 20    |

## Palmarés

### Campeonatos nacionales
| Título             | Club  | País    | Año  |
| ------------------ | ----- | ------- | ---- |
| Serie A de Ecuador | Aucas | Ecuador | 2022 |